# Zanthoxylum caudatum
Zanthoxylum caudatum är en vinruteväxtart som beskrevs av Arthur Hugh Garfit Alston. Zanthoxylum caudatum ingår i släktet Zanthoxylum och familjen vinruteväxter. Inga underarter finns listade i Catalogue of Life.